# IC 5383
IC 5383 — галактика типу NF (в процесі підтвердження) у сузір'ї Пегас.
Цей об'єкт міститься в оригінальній редакції індексного каталогу.